# 寧波麻將
宁波麻将是流行在宁波以及附近地区的一种麻将打法，使用全部144张麻将牌，不规定特定胡牌牌型，但要求4台起胡，台数计算方法相对国标麻将而言较为简洁，玩法灵活。多数人认为宁波是麻将的发祥地：宁波在古代是和日本通商的重要口岸，宁波话中“麻雀”与“麻将”同音，日本保留“麻雀”作书面称呼，读音却是 majan，可见影响。而在规则上，宁波麻将也与日本麻将有诸多相似之处。

## 风
“风圈”是宁波麻将的特色之一，主要影响风牌刻子的台数。
风圈的计算方式与国标麻将、日本麻将相同。风圈影响台数的方式（以及中、发、白三元牌有1台的规则）与日本麻将中的役牌计算方法相同。也即，圈风牌刻/杠1台，门风牌刻/杠1台，三元牌刻/杠1台。需注意与日本麻将中役牌不同的是，字牌做将牌（日麻称雀头）时，没有特殊规则，也没有台数。
另外，与日本麻将相同地，将牌（雀头）是“役牌”则平胡不成立，也即平胡时，将牌不能是“如做刻字则有台数”的字牌。

## 花牌
根据座次，东、南、西、北家各自对应梅、兰、竹、菊和春、夏、秋、冬。只有摸到自己的花牌（并且杠出）才有台数（每张一台），比如东家摸到兰、菊、春，则有效的花牌为春，有1台。

## 财神
即百搭牌，俗称“搭子”。宁波麻将的财神牌需根据骰子翻出，翻出后与该牌相同的其余三张牌即为财神牌（如翻出的是花牌，则同色花牌为财神，比如翻出夏，则春、秋、冬为财神）。与财神相关的台数计算有：
- 摸搭
- 无搭
- 还搭
- 三百搭